# ラ・マドレーヌ (ノール県)
ラ・マドレーヌ （La Madeleine、フラマン語:Berkem）は、フランス、オー＝ド＝フランス地域圏、ノール県のコミューン。

## 地理
ラ・マドレーヌはリールの北郊外に位置する。メラントワ平野の北側にあり、フランドル・ロマヌ地方（フランドル伯領のロマンス語地域を指す名称）に含まれる。フェラン地方と接する。

## 歴史
13世紀初頭にこの地にあった、間違いなくそれより古くからあったラ・マドレーヌの前身は、少数の集落や村であっただろうが、現在は消えてしまっている。ル・リーズは現在町の中心部（市役所、教会が集まる）であり、ヴォドランギャンはヴォーバンの軍事施設があった場所で、施設は17世紀後半に姿を消している。人里離れたベルケムはドゥール川と境界を接していた。ベルケムはコルトレイクの郊外に追加する必要があり、大都市リールによって吸収された。一部はフィリップ4世時代に、全体が吸収されたのはルイ14世時代だった。町のかたちは13世紀初頭、サント・マリー・マドレーヌ教区として構築された。
全てのリール地域と同じく、ラ・マドレーヌの土地は領主が時代によって変わった。最初はフランドル伯領、14世紀初頭の戦争の結果フランス王国領になった。1369年に再びフランドルに復帰し、度重なる政略結婚の結果ブルゴーニュ公領に含まれ、1477年にはハプスブルク家領となった。16世紀半ば、フランドルで新教徒の紛争が勃発したが、ラ・マドレーヌではその頃の被害状態が保存されていない。この激動の時代の伝説的な英雄として、ジャンヌ・マイヨット（fr）がいる。彼女はカルヴァン派の叛徒がリールの町を襲撃しようとしているのを知ると、町の射手たちに知らせ、市民の自警団とともに町を襲撃から守りぬいた。最終的に、フランドル全体と同様に、町はカトリック教会のもとに残った。
神聖ローマ皇帝カール5世が自分の帝国分割を決めたとき、カトリックが優勢な南ネーデルラントはスペイン王フェリペ2世のものになった。ラ・マドレーヌは偉大な歴史に触れられぬまま残った。
ネーデルラント継承戦争中の1667年から1668年、ルイ14世はとりわけリール地域を征服し、アーヘンの和約でその所有が承認された。ヴォーバンによってリール要塞が構築され、城壁で覆われた都市は外からの襲撃に守られていた。これらの壁は大都市リールに近接したラ・マドレーヌの通商上の障壁であった。
しかし、主にリールからムナンへ向かう主要道路沿いであるラ・マドレーヌの領域で活動は拡大した。この道路は現在のジェネラル・ド・ゴール通りで、通商や侵略で優先されるルートとなった。
ルイ14世の治世末期に起きたスペイン継承戦争はまたも地域が戦闘の中心となった。1708年、リールの荘園地帯にイギリス、ネーデルラント、神聖ローマ帝国による連合軍が侵入した。ラ・マドレーヌはリールのブフレール指揮下の軍と、プリンツ・オイゲンと初代マールバラ公の連合軍との間にあった。連合軍は苦戦しながらも優勢だった。町はほぼ全域が焼かれた（焦土となるのは初めてではない）。1713年にユトレヒト条約が結ばれ、ラ・マドレーヌはフランスに残った。
平和が戻ると、町の再建を人々は考えなければならなかった。しかし、飢饉、旱魃、疫病の流行がアンシャン・レジーム時代の村人の生活を強調するものだった。家族の行事、そして祝祭は、重労働中心の生活を明るく照らすものだった。
フランス革命前夜、ラ・マドレーヌの人口は600人ほどだった。革命時代は、派閥間の争いで国内が混乱した。また、ノール県が新たに設置され、1792年には外国軍がリールを包囲している。コミューンは新たな体制を選択、初代首長が1790年に任命されている。19世紀より工業化が進み、1900年には人口が12000人を数えた。

## 人口統計
| 1962年 | 1968年 | 1975年 | 1982年 | 1990年 | 1999年 | 2006年 | 2011年 |
| ------ | ------ | ------ | ------ | ------ | ------ | ------ | ------ |
| 23 381 | 23 203 | 20 999 | 22 115 | 21 601 | 22 399 | 22 681 | 22 221 |

参照元:1999年までEHESS、2004年以降INSEE

## 出身者
- マルセル・ベルナール - プロテニス選手
- ジャン＝ダニエル・ポレ - 映画監督

## 姉妹都市
- カールスト、ドイツ